# Episodi di Omicidi a Sandhamn (ottava stagione)
L'ottava stagione della serie televisiva Omicidi a Sandhamn, composta da 3 episodi, è andata in onda in Svezia dall'8 al 22 agosto 2022 sul canale TV4. 
In Italia la serie è stata trasmessa in prima visione su Giallo dal 30 novembre 2022 al 14 dicembre 2022.
| nº | Titolo originale | Titolo italiano | Prima TV Svezia | Prima TV Italia  |
| -- | ---------------- | --------------- | --------------- | ---------------- |
| 1  | Angelica         | Angelica        | 8 agosto 2022   | 30 novembre 2022 |
| 2  | Lili             | Lili            | 15 agosto 2022  | 7 dicembre 2022  |
| 3  | Olivia           | Olivia          | 22 agosto 2022  | 14 dicembre 2022 |